# 히요시촌 (가나가와현)
히요시촌(일본어: 日吉村)은 1889년 4월 1일부터 1937년 4월 1일까지 존재했던 일본 가나가와현 다치바나군의 촌이다. 

## 지리
현재의 가와사키시 사이와이구 서부, 나카하라구 남부 및 요코하마시 고호쿠구 북부에 해당한다.

## 역사
- 1889년 4월 1일 - 정촌제 시행으로 인근 촌이 합병하여 히요시촌 성립.
- 1925년5월 10일 - 스미요시촌의 일부를 편입.
- 1937년 4월 1일 - 동부를 가와사키시에, 서부를 요코하마시에 편입. 요코하마시에 편입된 구역은 가나가와구에 소속됨.
- 1939년 4월 1일 - 요코하마시 가나가와구에서 고호쿠구가 분구. 구 히요시촌 구역이 고호쿠구에 속하게 됨.
- 1972년 4월 1일 - 가와사키시가 정령지정도시로 지정되면서, 구 히요시촌 구역이 사이와이구와 나카하라구에 속하게 됨.

## 교통

### 철도
- 난부철도 (현 동일본 여객철도)
  - 본선 (현 난부선)
- 도쿄 요코하마 전철
  - 도요코선

## 참고 문헌
- 角川日本地名大辞典編纂委員会,『角川日本地名大辞典 神奈川県』1984, 角川書店